# Molukse naaktoogral
De Molukse naaktoogral (Gymnocrex plumbeiventris) is een vogel uit de familie van de Rallen, koeten en waterhoentjes (Rallidae).

## Verspreiding en leefgebied
Deze soort komt voor in Nieuw-Guinea en op de Molukken en telt twee ondersoorten:
- G. p. plumbeiventris: de noordelijke Molukken, Misool, de Aru-eilanden, Nieuw-Guinea, Karkar en Nieuw-Ierland.
- G. p. intactus: Salomonseilanden.